# ژانگ وانگلی
ژانگ وانگلی (انگلیسی: Zhang Wangli؛ زادهٔ ۲۷ مهٔ ۱۹۹۶) وزنه‌بردار اهل چین است.
وی در مسابقات کشوری و بین‌المللی در مجموع برندهٔ ۳ مدال طلا، ۱ مدال نقره شده‌است.